# 624년

## 연호
- 당(唐) 무덕(武德) 7년
- 신라(新羅) 건복(建福) 41년

## 기년
- 당(唐) 고조(高祖) 7년
- 신라(新羅) 진평왕(眞平王) 46년
- 고구려(高句麗) 영류왕(榮留王) 7년
- 백제(百濟) 무왕(武王) 25년

## 탄생
- 2월 17일 - 중국 유일의 여자 황제 측천무후. (~705년)